# Mica Pată Întunecată

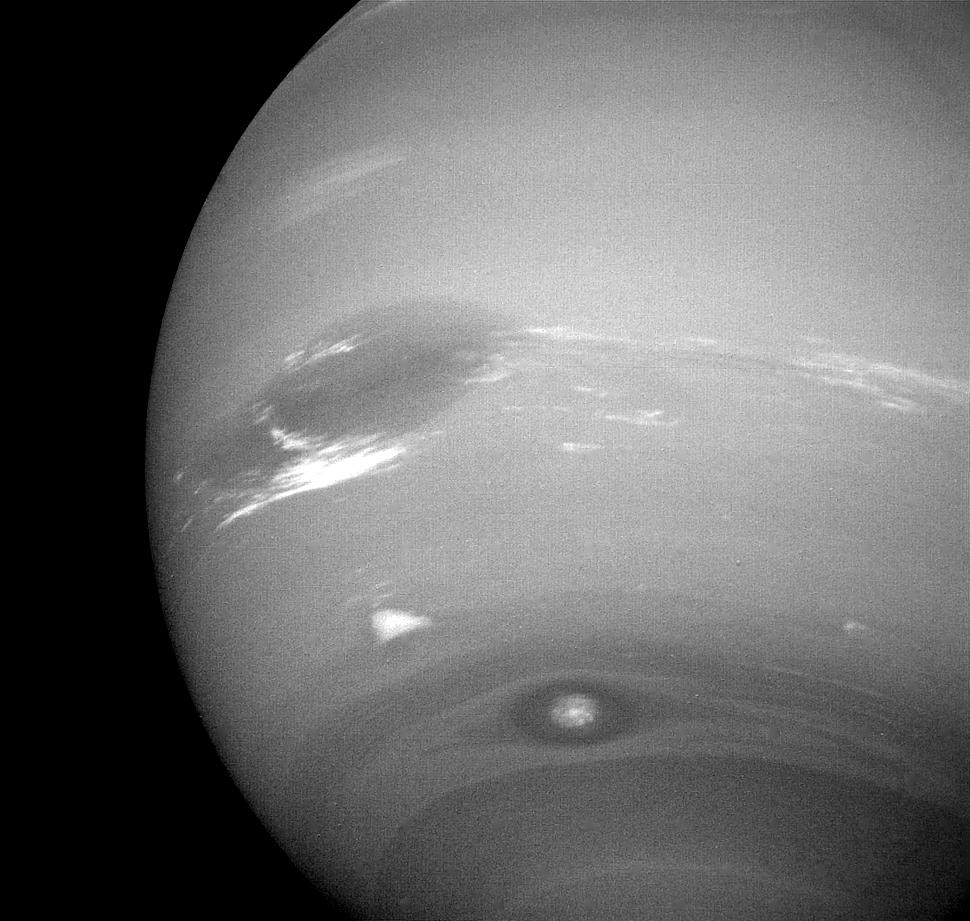
Marea Pată Întunecată (sus), Scooter (norul alb din mijloc) și Mica Pată Întunecată (jos).

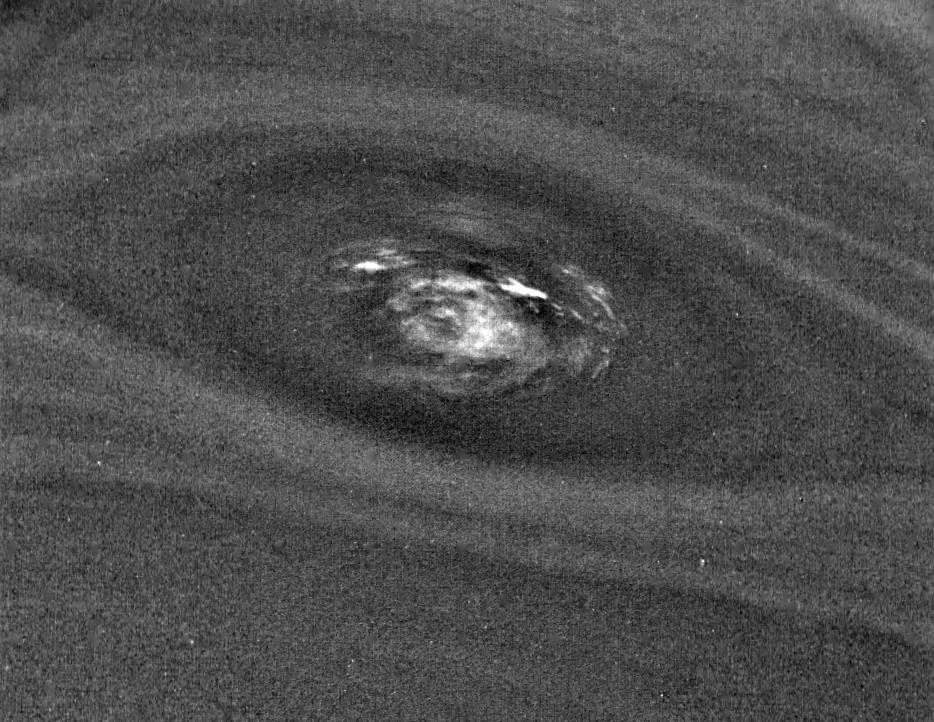
O vizualizare de înaltă rezoluție a Micii Pete Întunecate

Mica Pată Întunecată, numită uneori și A Doua Pată Întunecată sau Ochiul Vrăjitorului, a fost o furtună ciclonică din sudul planetei Neptun. A fost a doua furtună cea mai intensă furtună de pe planetă în 1989, când Voyager 2 a zburat pe lângă planetă. Când telescopul spațial Hubble a observat planeta Neptun în 1994, furtuna dispăruse.